# تپه اطراف شهر سوخته ۲۳۰
تپه اطراف شهر سوخته ۲۳۰ مربوط به هزاره سوم قم است و در شهرستان زابل، بخش شیب آب، دهستان لوتک، روستای حومه شهر سوخته، ۱۱/۱ کیلومتری جنوب غرب پایگاه باستان‌شناسی شهر سوخته واقع شده و این اثر در تاریخ ۱۵ اسفند ۱۳۸۵ با شمارهٔ ثبت ۱۷۹۹۰ به‌عنوان یکی از آثار ملی ایران به ثبت رسیده است.